# Kościół halowy

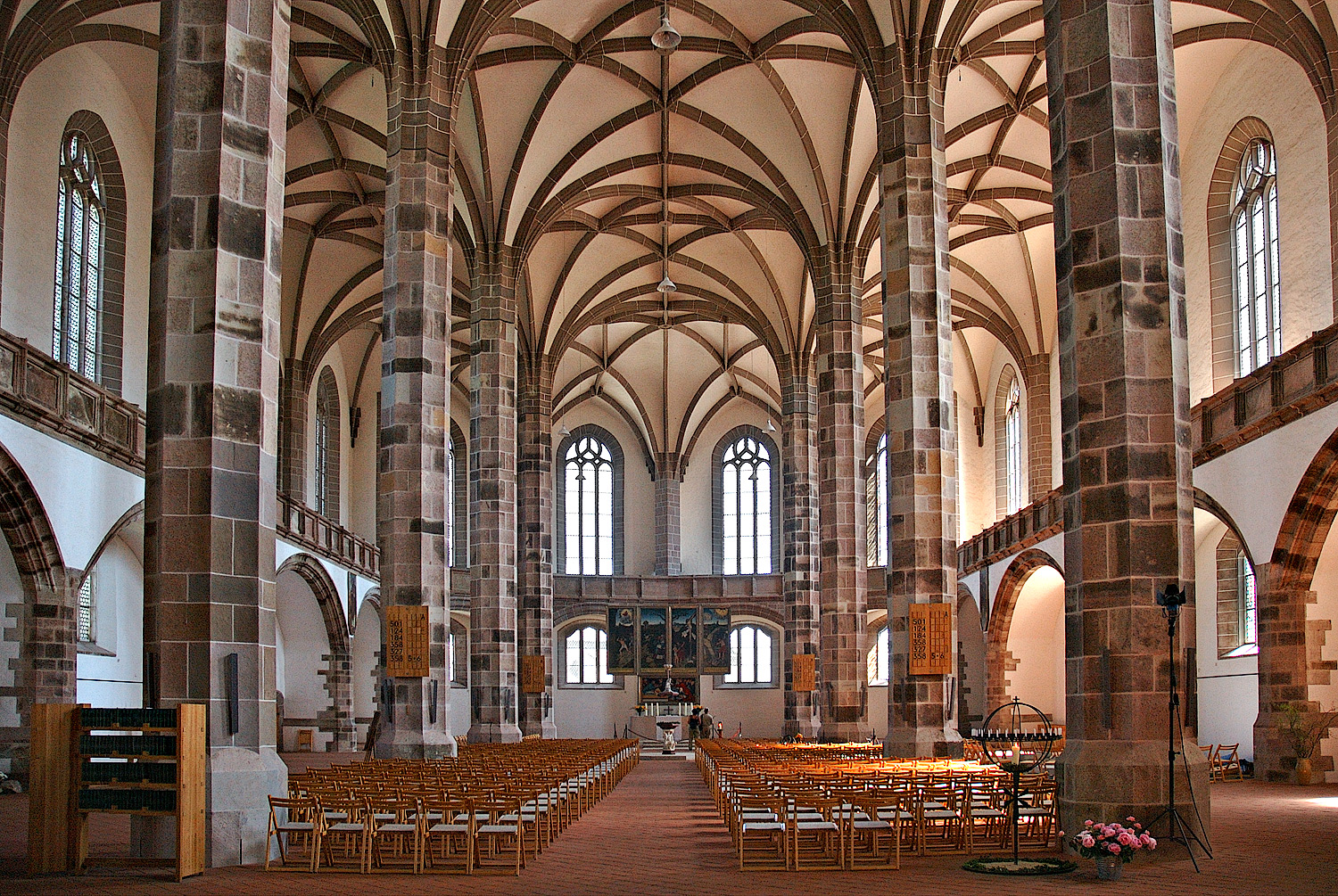
Wnętrze kościoła halowego (kościół św. Wolfganga w Schneebergu w Saksonii)

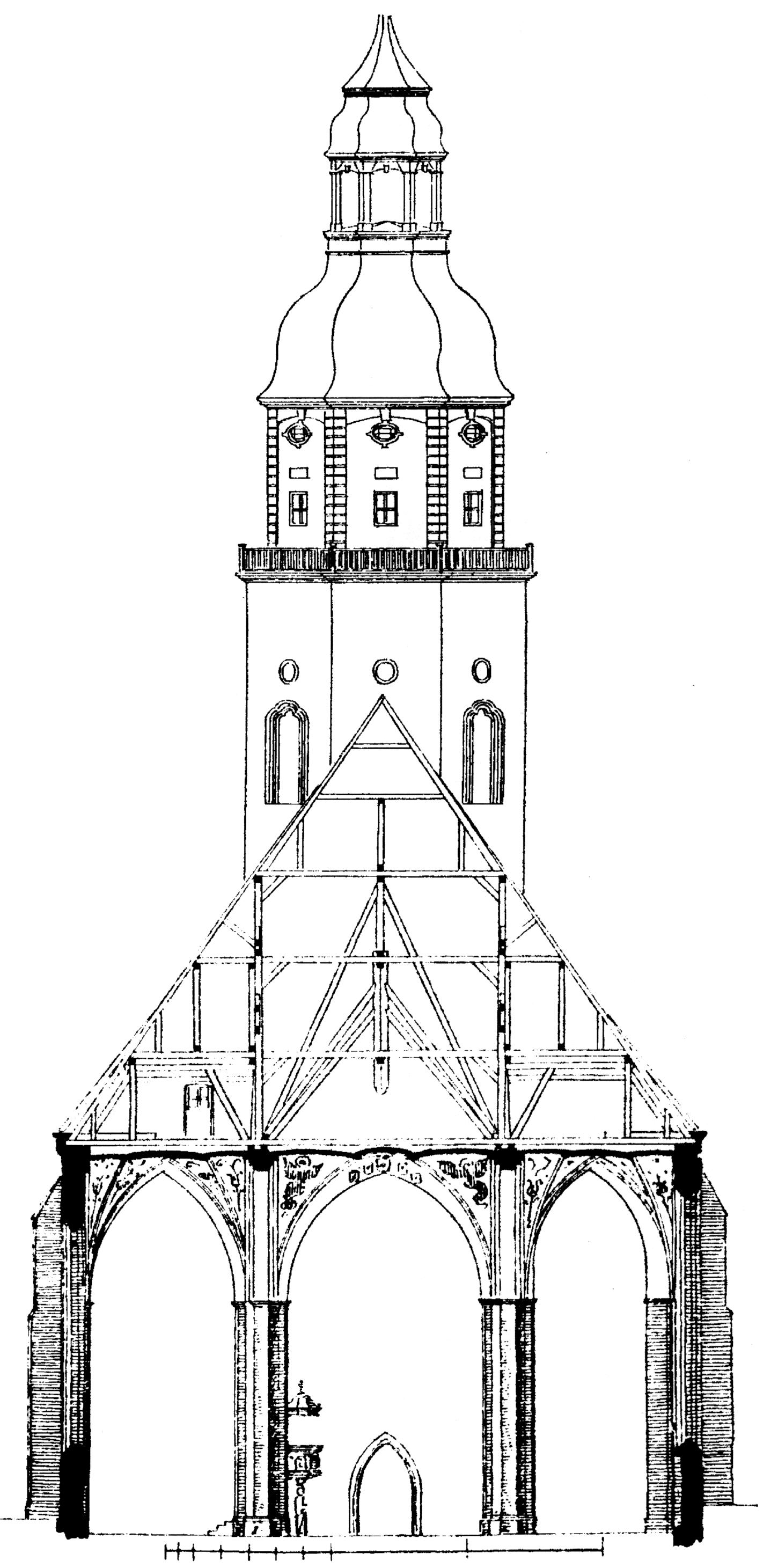
Przekrój poprzeczny przez kościół halowy

Kościół halowy – kościół wielonawowy o nawach równej wysokości. Kościoły halowe są charakterystycznym typem kościołów w architekturze Europy Środkowej w okresie późnego gotyku (XIV–XV wiek).

## Cechy
Inaczej niż w bazylice – w której nawy boczne są niższe od nawy głównej, dzięki czemu możliwe jest umieszczenie ponad nimi, w ścianach nawy głównej, okien zapewniających naturalne oświetlenie nawy głównej – nawa główna kościoła typu halowego jest oświetlona pośrednio, za pomocą okien umieszczonych w ścianach naw bocznych. Poszczególne nawy mogą być przykryte wspólnym dużym dachem lub osobnymi podłużnymi dachami dwuspadowymi, stosowane jest też rozwiązanie polegające na przekryciu nawy głównej dachem dwuspadowym, natomiast naw bocznych szeregiem dachów poprzecznych z bocznymi szczytami. Kościoły halowe charakteryzuje zwartość i jednoprzestrzenność (zazwyczaj brak transeptu, brak wyodrębnionego prezbiterium). Liczba naw bywa różna – najczęściej są trójnawowe, niekiedy dwu- lub pięcionawowe. Zdecydowanie rzadziej spotyka się wariant kościołów halowych o nawach będących nierównej wysokości.

## Typologia

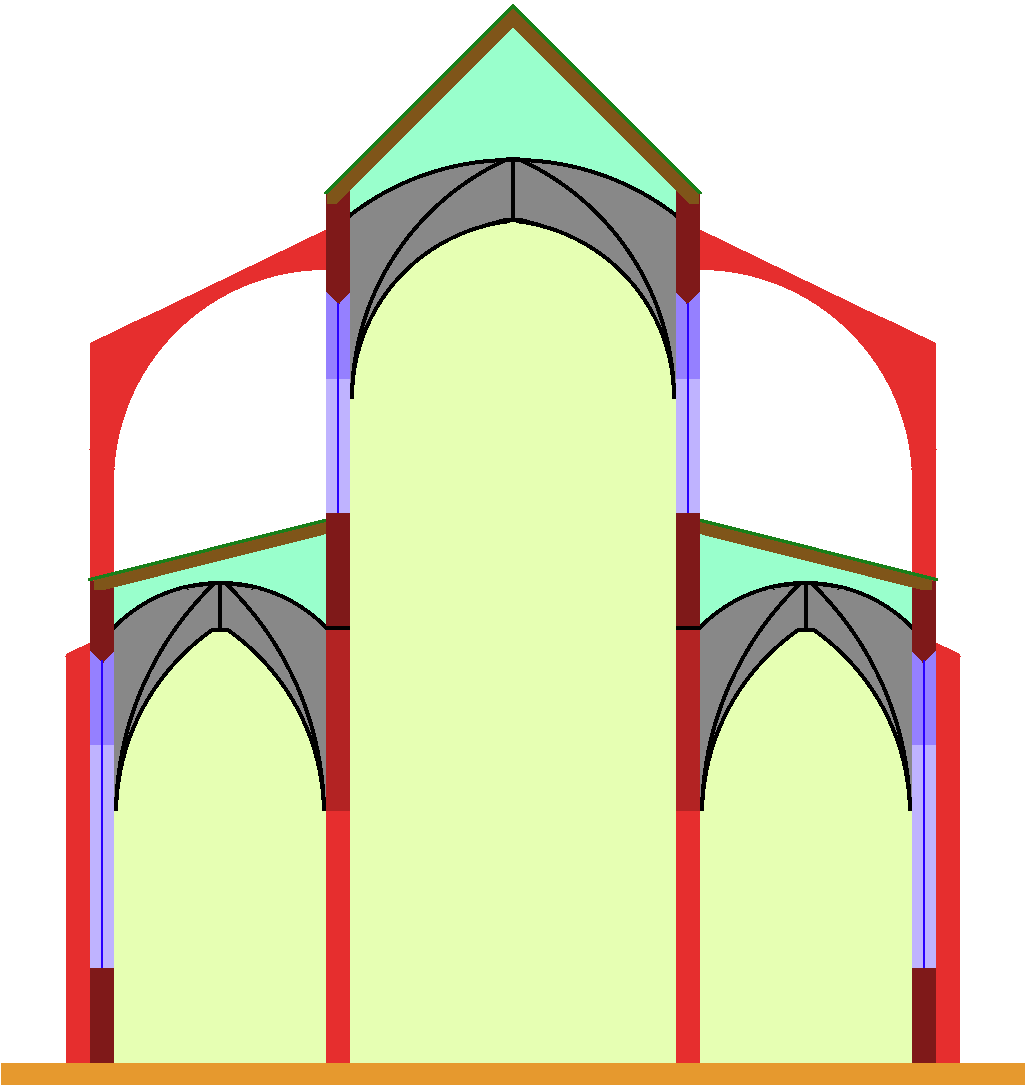
Bazylika (gotycka)
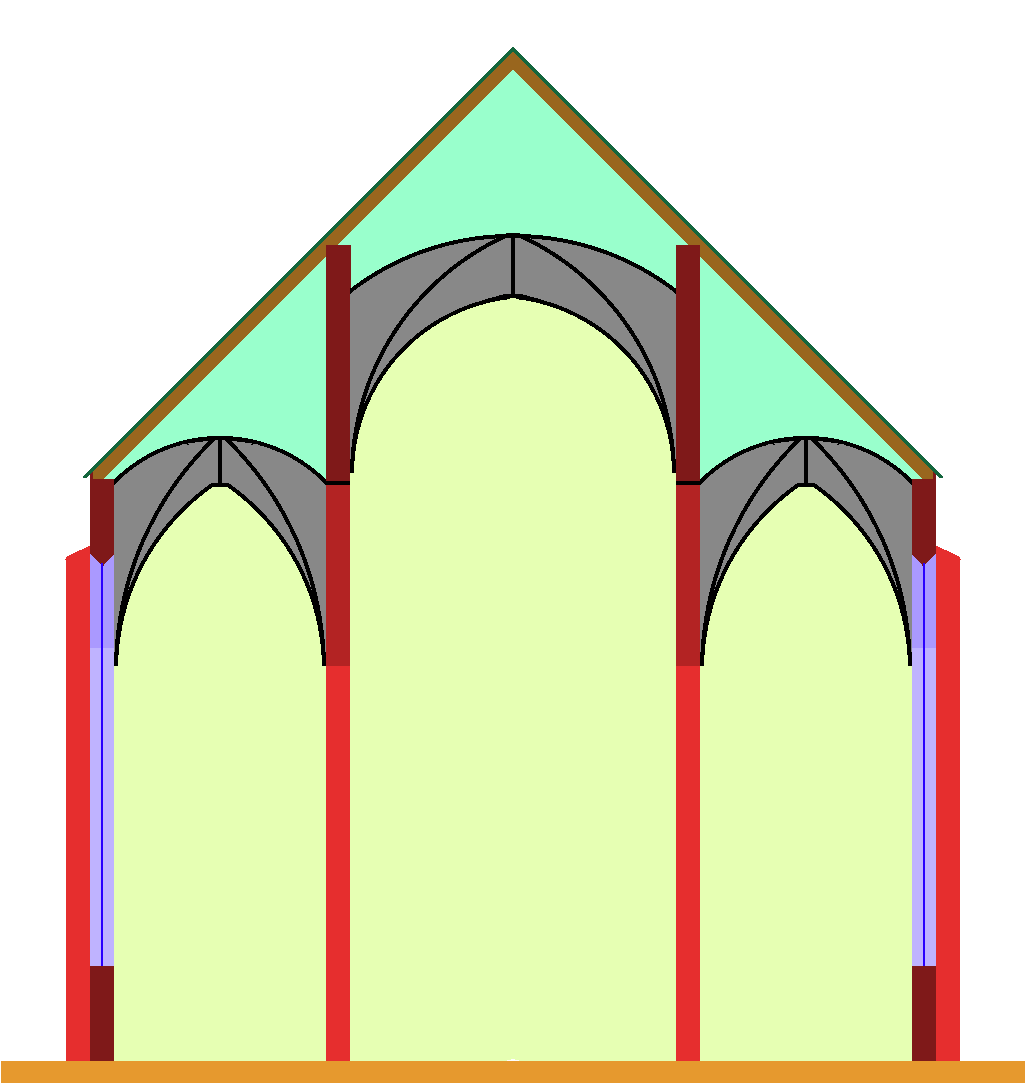
Pseudobazylika
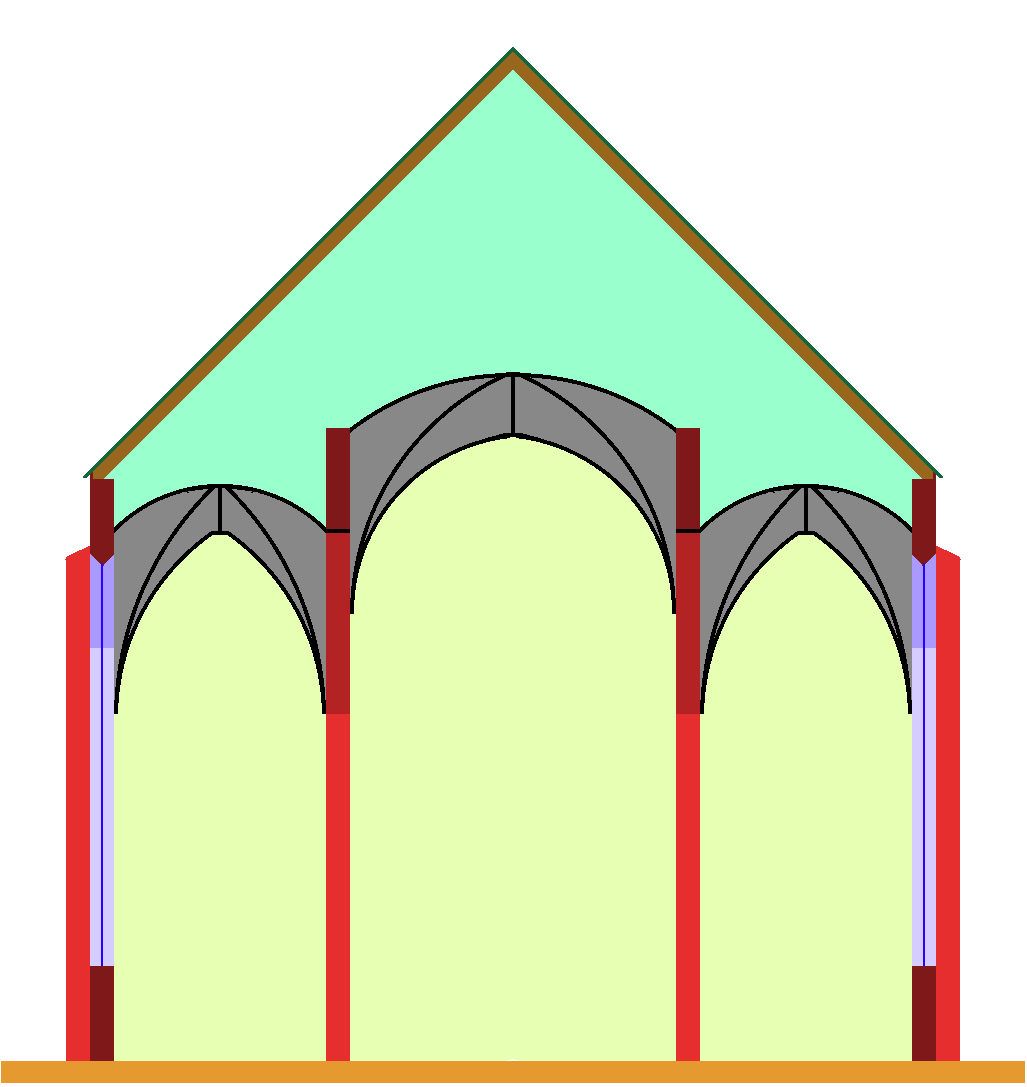
Kościół halowy – wariant o sklepieniach nierównej wysokości (tzw. pseudohala)
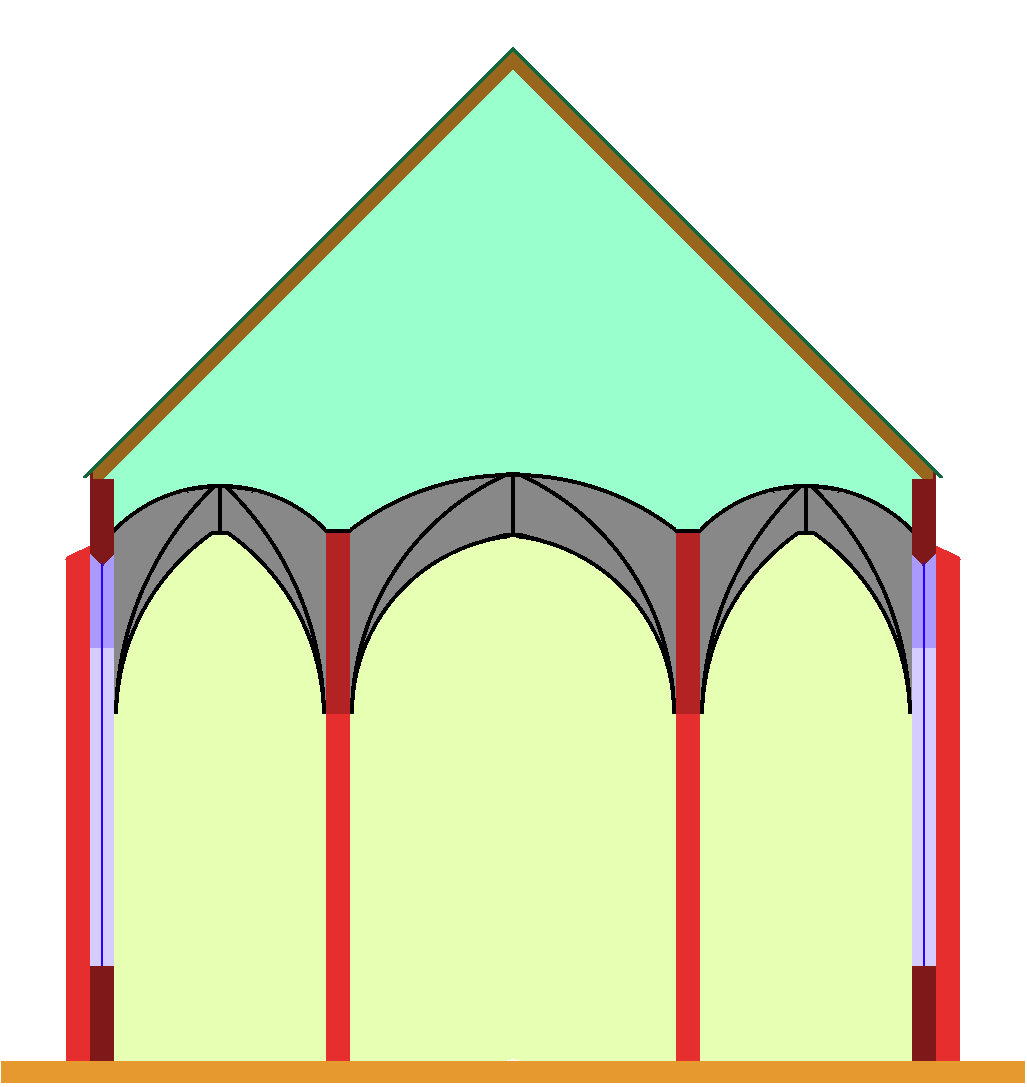
Kościół halowy

## Przykłady

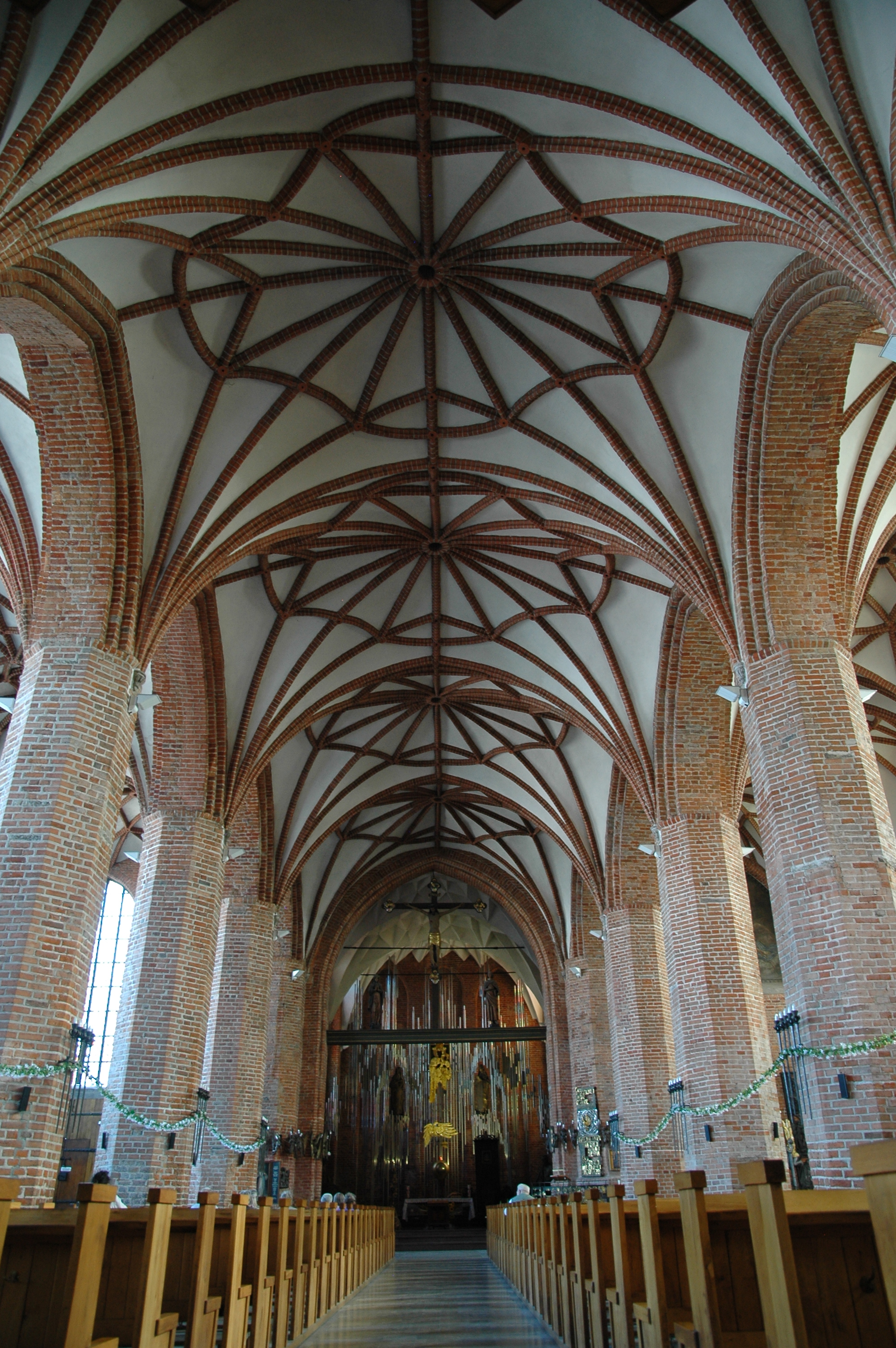
Kościół św. Brygidy w Gdańsku – nawa główna

### Polska
- Bączal Dolny – kościół Imienia Maryi
- Biecz – kościół Bożego Ciała
- Braniewo – kościół św. Katarzyny
- Bydgoszcz – katedra św. Marcina i Mikołaja
- Chełmno – Wniebowzięcia Najświętszej Maryi Panny
- Chełmża – bazylika konkatedralna Świętej Trójcy
- Dobre Miasto – kościół pokolegiacki
- Elbląg – katedra św. Mikołaja
- Frombork – kościół katedralny NMP
- Gdańsk – kościół Mariacki, kościół św. Jana, kościół św. Mikołaja, kościół św. Brygidy, kościół św. Katarzyny, kościół pofranciszkański Trójcy św.
- Głogów – kolegiata Wniebowzięcia Najświętszej Maryi Panny
- Grudziądz – bazylika św. Mikołaja
- Jawor – kościół św. Marcina
- Kętrzyn – bazylika kolegiacka św. Jerzego, nawy nierówniej wysokości
- Kodeń – kościół Świętego Ducha
- Kołobrzeg – katedra NMP (5-nawowa)
- Legnica – kościół św. Trójcy
- Lidzbark Warmiński – kolegiata Świętych Apostołów Piotra i Pawła
- Nysa – kościół św. św. Jakuba i Agnieszki
- Olkusz – kolegiata św. Andrzeja
- Olsztyn – kościół św. Jakuba
- Opole – kościół katedralny Świętego Krzyża
- Prudnik – kościół św. Michała Archanioła
- Racibórz – kościół Wniebowzięcia Najświętszej Maryi Panny
- Rajcza – Kościół św. Wawrzyńca i św. Kazimierza Królewicza w Rajczy
- Sandomierz – kościół NMP

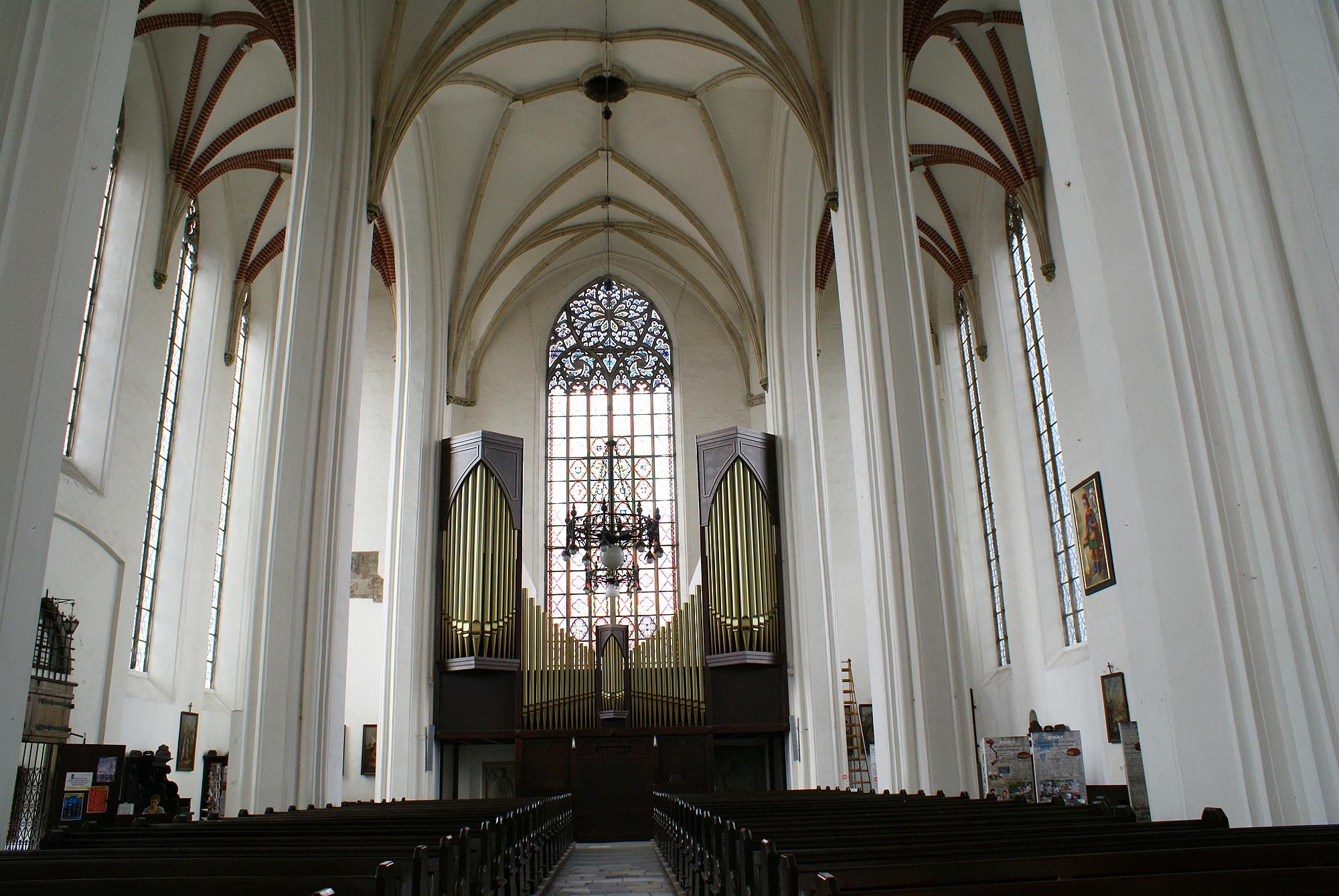
Kolegiata św. Krzyża i św. Bartłomieja we Wrocławiu – nawa główna (widok w stronę chóru organowego)

- Siedlce – Katedra Niepokalanego Poczęcia NMP[3] neogotycki
- Stargard – kościół św. Jana
- Supraśl – Monaster Zwiastowania Przenajświętszej Bogurodzicy
- Szczecin – kościół św. Jakuba
- Toruń – kościół św. Janów, kościół NMP
- Trzebiatów – kościół Macierzyństwa Najświętszej Marii Panny
- Warszawa – bazylika archikatedralna św. Jana Chrzciciela
- Wrocław – kolegiata Krzyża św., kościół NMP na Piasku, kościół św. Stanisława, Doroty i Wacława
- Ziębice – kościół św. Jerzego (2-nawowa)

### Niemcy, Austria i Szwajcaria
- Bremen – Kościół Maryi Panny
- Essen – Katedra
- Frankfurt nad Menem – Katedra Cesarska
- Frankfurt nad Odrą
  - Kościół Mariacki
  - Hala Koncertowa C. Ph. E. Bacha
- Görlitz – kościół św. Piotra i Pawła
- Greifswald –  Kościół Mariacki
- Hanower – Marktkirche ("kościół rynky")
- Landshut – kościół św. Marcina
- Lipsk – Kościół św. Tomasza
- Lubeka – Katedra
- Minden – Katedra
- Miśnia – Katedra św. Jana i św. Donata
- Monachium – katedra NMP (Frauenkirche)
- Paderborn
  - Katedra
  - Kaplica św. Bartłomieja
- Prenzlau – Kościół Mariacki
- Soest – Sankt Maria zur Wiese
- Wiedeń – Katedra św. Szczepana

### Francja
- Poitiers – Katedra
- Saint-Savin (Vienne) – kościół opactwa Saint-Savin-sur-Gartempe
- Tuluza – kościół podominikański (hala 2-nawowa)